# Campus

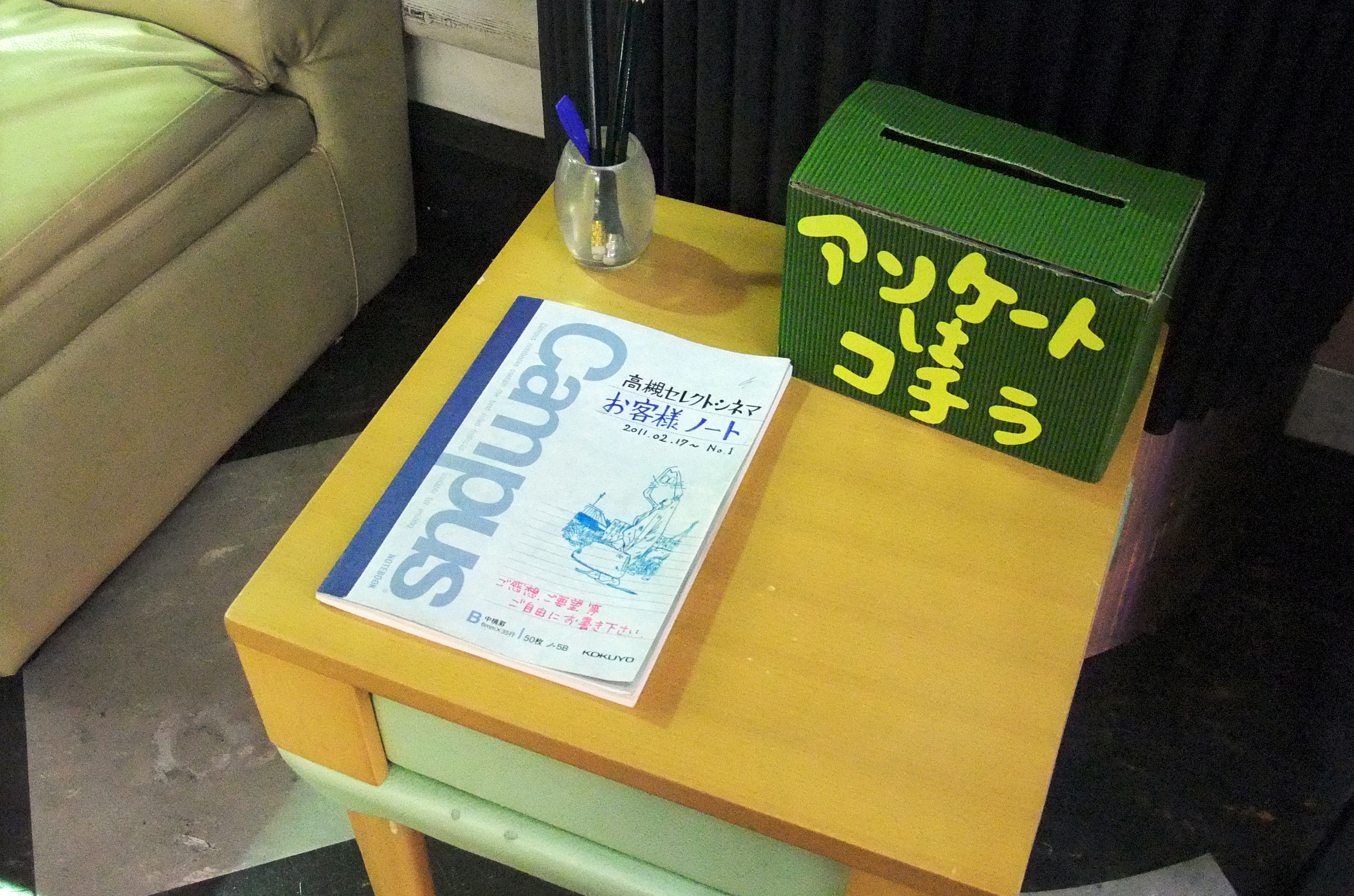
高槻セレクトシネマにて

Campus（キャンパス）は、コクヨ（2004年から2015年まではコクヨS&T）が販売している大学ノートのブランド。

## 概要

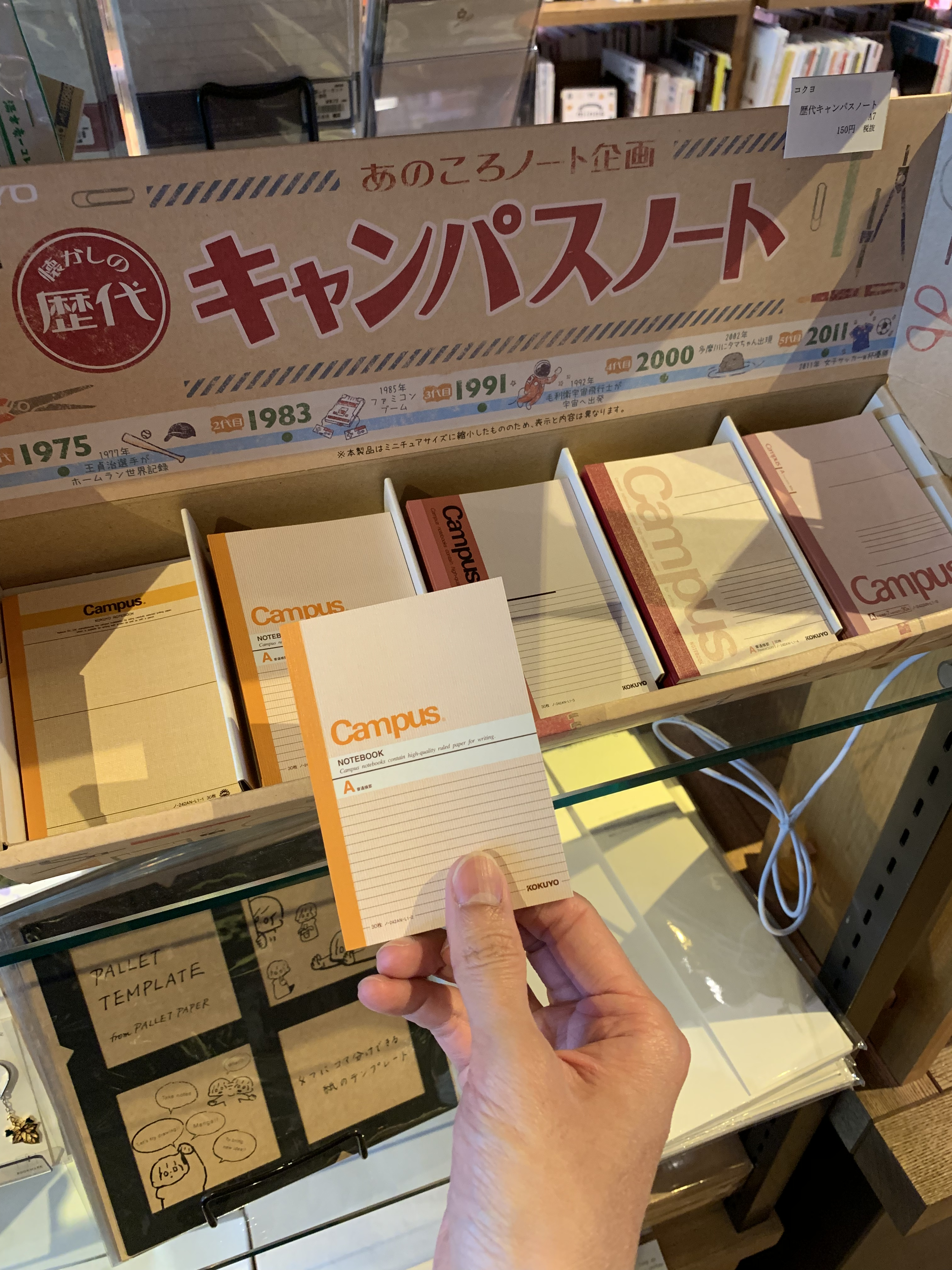
デザインの変遷

Campus（キャンパス）はコクヨの代表的な製品・ブランドのひとつである。ブランドの「Campus」は大学ノートに由来する。大学ノートは表紙デザインが数回変わっている。1975年の初代（A罫＝7mm、B罫＝6mmも当初から設定されていた）以来、1983年から2代目、1991年から3代目、2000年から4代目、2011年から5代目が発売されてきた。
このシリーズには各種大学ノートのほか、ツインリングノート(リング綴じのノート)、リーフノート(ページを切り離すためのミシン目と、切り離した後でルーズリーフ用紙として使うための穴が開いたノート)、バインダー(ルーズリーフなどを綴じる、綴じ具付き表紙)、レポート箋、便箋、グラフ用紙、デザインノート（洋裁帳）、音楽帳、五線紙、英習帳・単語帳・単語カード、家計簿、ダイアリー、スタディープランナーなどがある。

## Carry Campus（キャリーキャンパス）
手書きノートを撮影し、スマートフォンで勉強できるiOS版アプリ。スマートフォンでいつでもノートを見返せる点、テストの予定とノートをリンクさせて計画を立てられる点、暗記マーカーや録音などの編集機能がある点の3つの特徴を持つ。2022年1月31日リリース。利用料は無料。

## PR
2012年2月26日には、TBSテレビとMBSテレビの東阪両局にて、没後20年となったロックシンガーの尾崎豊の直筆ノートと自身の肉声、ならびに未発表音源を初公開するという内容の、同製品の60秒スペシャルCMが、同日18時59分より放映された。

## CamiAppシリーズ
コクヨでは無料専用アプリでノートを撮影すると自動補正して電子データ化するCamiAppシリーズを発売しており、CamiApp用のツインリングノート、メモパッド、ルーズリーフ、バインダーなども発売している。

## その他

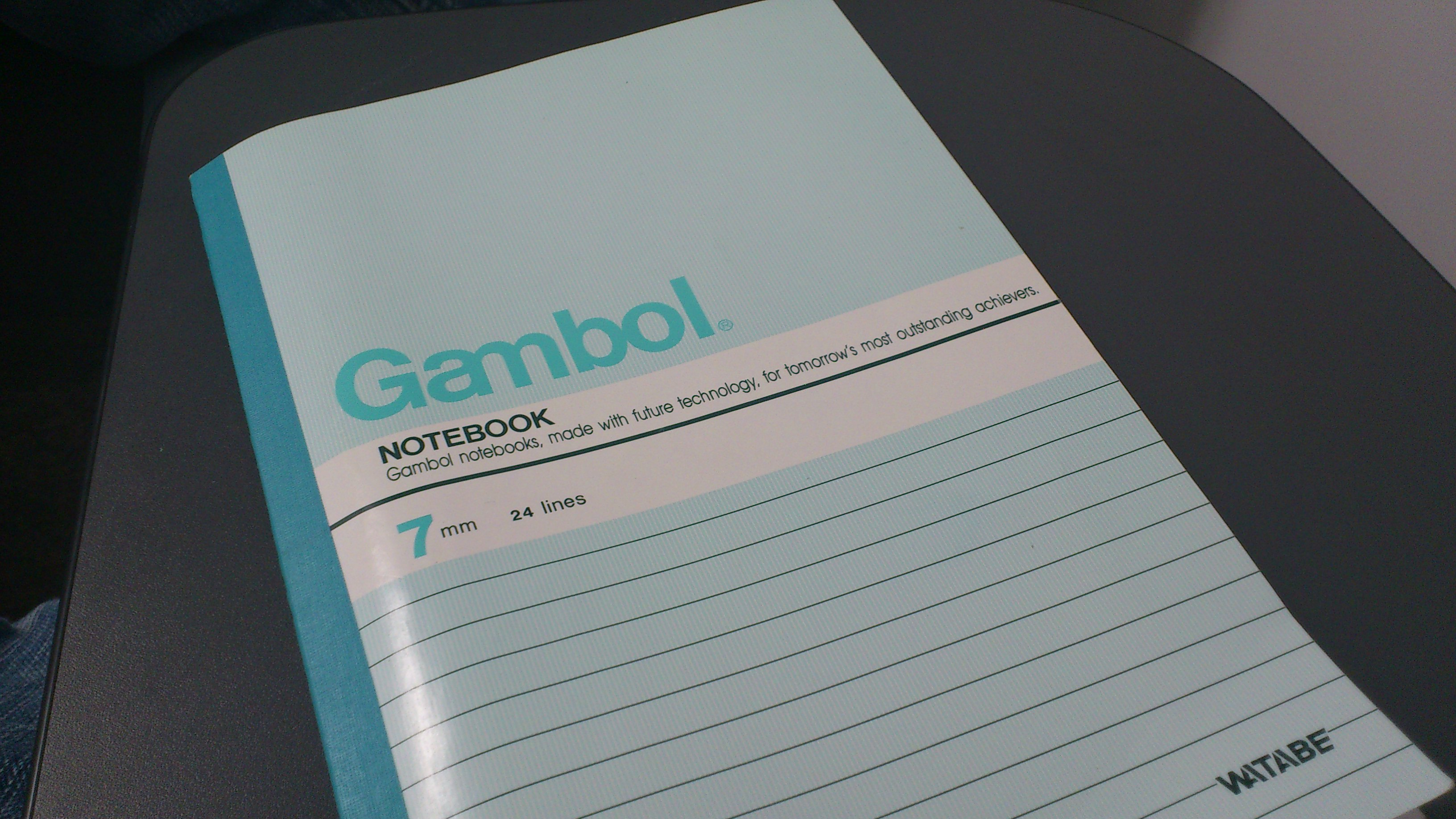
Gambolノート

中国ではCampus以外に「Gambol」（ギャンボル）ブランドでも展開する。GambolノートはもともとCampusノート（2代目）のコピー商品であったが、メーカーの何如文化用品からの事業譲渡を受け、中国展開の足がかりとした。その後もGambolブランドは維持され、尖閣諸島問題から反日感情がくすぶる中でも販売力の維持につなげた。